# Liste der Umweltminister von Rheinland-Pfalz
Dieser Artikel enthält eine Liste der Umweltminister von Rheinland-Pfalz.

## Umweltminister Rheinland-Pfalz (seit 1971)
| Name                                                                | Amtsantritt                                           | Kabinett                                              | Partei                                                |
| Minister für Landwirtschaft, Weinbau und Umweltschutz               | Minister für Landwirtschaft, Weinbau und Umweltschutz | Minister für Landwirtschaft, Weinbau und Umweltschutz | Minister für Landwirtschaft, Weinbau und Umweltschutz |
| ------------------------------------------------------------------- | ----------------------------------------------------- | ----------------------------------------------------- | ----------------------------------------------------- |
| Otto Meyer                                                          | 18. Mai 1971 20. Mai 1975 2. Dezember 1976            | Kohl II Kohl III Vogel I                              | CDU                                                   |
| Minister für Soziales, Gesundheit und Umwelt                        |                                                       |                                                       |                                                       |
| Georg Gölter                                                        | 18. Mai 1979                                          | Vogel II                                              | CDU                                                   |
| Rudi Geil                                                           | 12. Juni 1981 18. Mai 1983                            | Vogel II Vogel III                                    | CDU                                                   |
| Minister für Umwelt und Gesundheit                                  |                                                       |                                                       |                                                       |
| Klaus Töpfer                                                        | 23. Mai 1985                                          | Vogel III                                             | CDU                                                   |
| Hans-Otto Wilhelm                                                   | 23. Juni 1987                                         | Vogel IV                                              | CDU                                                   |
| Alfred Beth                                                         | 8. Dezember 1988                                      | Wagner                                                | CDU                                                   |
| Minister für Umwelt                                                 |                                                       |                                                       |                                                       |
| Klaudia Martini                                                     | 21. Mai 1991                                          | Scharping                                             | SPD                                                   |
| Minister für Umwelt und Forsten                                     |                                                       |                                                       |                                                       |
| Klaudia Martini                                                     | 26. Oktober 1994 20. Mai 1996 18. Mai 2001            | Beck I Beck II Beck III                               | SPD                                                   |
| Margit Conrad                                                       | 20. September 2001                                    | Beck III                                              | SPD                                                   |
| Minister für Umwelt, Forsten und Verbraucherschutz                  |                                                       |                                                       |                                                       |
| Margit Conrad                                                       | 18. Mai 2006                                          | Beck IV                                               | SPD                                                   |
| Minister für Umwelt, Landwirtschaft, Ernährung, Weinbau und Forsten |                                                       |                                                       |                                                       |
| Ulrike Höfken                                                       | 18. Mai 2011 16. Januar 2013                          | Beck V Dreyer I                                       | Grüne                                                 |
| Minister für Umwelt, Energie, Ernährung und Forsten                 |                                                       |                                                       |                                                       |
| Ulrike Höfken                                                       | 18. Mai 2016                                          | Dreyer II                                             | Grüne                                                 |
| Anne Spiegel                                                        | 1. Januar 2021                                        | Dreyer II                                             | Grüne                                                 |
| Minister für Klimaschutz, Umwelt, Energie und Mobilität             |                                                       |                                                       |                                                       |
| Anne Spiegel                                                        | 18. Mai 2021                                          | Dreyer III                                            | Grüne                                                 |
| Katharina Binz (kommissarisch)                                      | 7. Dezember 2021                                      | Dreyer III                                            | Grüne                                                 |
| Katrin Eder                                                         | 15. Dezember 2021 10. Juli 2024                       | Dreyer III Schweitzer                                 | Grüne                                                 |